# Phtheochroa hyboscia
Phtheochroa hyboscia es una especie de polilla de la familia Tortricidae. 

## Distribución
Se encuentra en Jalisco, México.